# The Third Man
The Third Man is een Britse film noir uit 1949 van regisseur Carol Reed met onder meer Joseph Cotten, Orson Welles en Alida Valli. Het scenario is van de hand van Graham Greene. De gelijknamige novelle die Greene ter voorbereiding schreef, verscheen in januari 1950. Deze zwart-witfilm duurt 104 minuten.
Het verhaal speelt zich af in het naoorlogse Wenen, een kapotgeschoten ruïne, die bovendien door de geallieerde overwinnaars (Amerika, Rusland, Frankrijk en het Verenigd Koninkrijk) in vieren is opgedeeld. De wederopbouw moet nog beginnen, alleen het beroemde reuzenrad uit 1897 draait alweer. In de stad is gebrek aan van alles, onder meer penicilline. Harry Lime heeft daarvoor een oplossing.
The Lives of Harry Lime is een Britse radioserie uit 1951, met wederom Orson Welles als Harry Lime.

## Verhaal
Holly Martins (Joseph Cotten), een Amerikaanse schrijver van cowboyverhalen, komt naar Wenen omdat zijn vriend Harry Lime (Orson Welles) hem werk heeft aangeboden. In Wenen aangekomen, hoort hij van de conciërge in Harry’s flat dat deze verongelukt is en dat net zijn begrafenis bezig is. Het vreemde van het ongeval is echter dat alleen vrienden en bekenden van Harry het gezien hebben. Holly vindt dat maar verdacht en gaat op onderzoek uit.

Volgens de conciërge hadden drie mannen het lijk van Harry van de weg gehaald. Vrienden van Harry, Popescu en baron Kurtz, beweren dat zij de enigen waren die het lijk weghaalden en op de ambulance gewacht hadden. Als later ook nog de conciërge vermoord wordt, weet Martins zeker dat er iets niet klopt. Tijdens zijn onderzoek probeert hij hulp in te roepen van de minnares van Harry, Anna Schmidt (Alida Valli) en rechercheur Calloway. Volgens Calloway was Lime in duistere zaakjes verwikkeld. Holly gelooft daar echter niets van. Hij vermoedt dat Lime niet door een ongeluk om het leven gekomen maar vermoord is.

Schmidt is Tsjechisch, maar is in het bezit van een vals Oostenrijks paspoort omdat ze anders door de Russen wordt gedwongen om terug te keren naar Hongarije. Dat paspoort heeft ze dankzij Lime gekregen en ze wil dan ook geen verkeerd woord over hem horen. Als Martins ontdekt dat Lime iemand anders is dan hij dacht en er bovendien achter komt dat deze zijn dood in scène heeft gezet, werkt hij samen met Calloway om hem in te rekenen. In ruil daarvoor krijgt Schmidt haar vrijheid, die ze inmiddels kwijt was geraakt doordat de Russen haar valse paspoort hadden ontdekt. Als Schmidt te weten komt dat Holly haar voormalige minnaar Lime wil grijpen, wordt ze kwaad en waarschuwt ze Lime voor een ontmoeting met Holly. Hierop volgt een achtervolging in de riolen.

## Filmmuziek
De muziek, die werd geschreven en uitgevoerd door Anton Karas op citer, maakt de spanning van de thriller extra dreigend. Met name de melodie die bekend werd als The Harry Lime Theme werd welhaast even klassiek als de film zelf. Het nummer stond van 29 april 1950 tot 15 juli 1950 bovenaan de hitlijst van Billboard Magazine en inspireerde Marten Toonder tot het schrijven van Tom Poes en het lijm-teem.
- Big Ben (London Films)
- The Harry Lime Theme
- Dialogue - "It's A Shame"
- The Café Mozart Waltz
- Main Title - Harry's False Funeral
- Dialogue - "Heard of Harry Lime?"

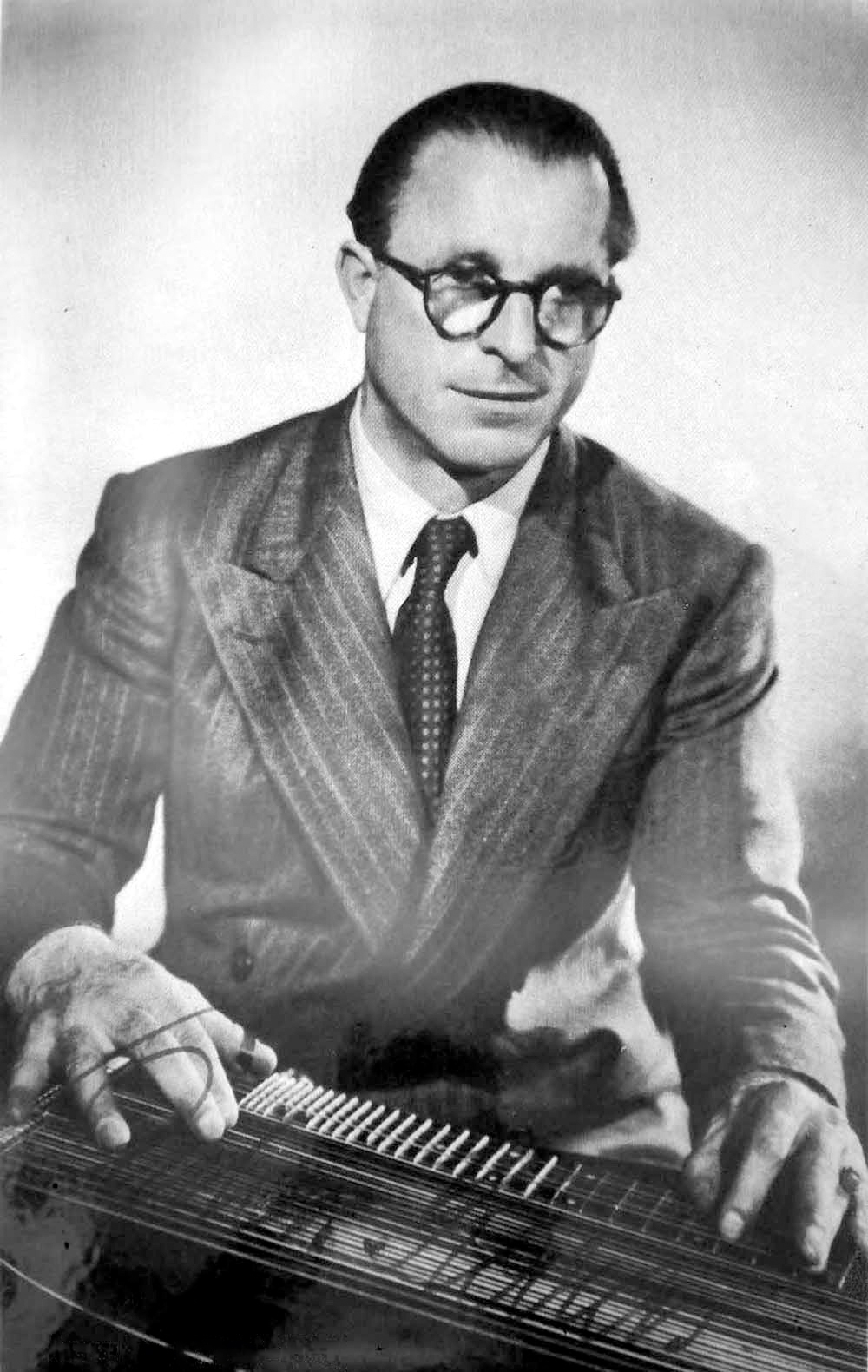
Anton Karas

- Holly Encounters Anna / Meeting the Conspirators
- Dialogue - "The Third Man"
- Holly Is Accused of Homicide
- Dialogue – "This isn't Santa Fe"
- Holly Brings Flowers
- Holly Runs After Harry's Shadow
- Dialogue - "Holly, What Fools We Are"
- Trap to Catch Harry
- Dialogue - "The Cuckoo Clock"
- Anna Walks Away / End Title - The Harry Lime Theme
- Visions of Vienna
- Danube Dreams

## Rolverdeling
| Acteur             | Personage        |
| ------------------ | ---------------- |
| Joseph Cotten      | Holly Martins    |
| Alida Valli        | Anna Schmidt     |
| Orson Welles       | Harry Lime       |
| Trevor Howard      | Majoor Calloway  |
| Wilfrid Hyde-White | Crabbin          |
| Paul Hörbiger      | Karl             |
| Annie Rosar        | Vrouw van Karl   |
| Ernst Deutsch      | Baron Kurtz      |
| Erich Ponto        | Dr. Winkel       |
| Siegfried Breuer   | Popescu          |
| Bernard Lee        | Sgt. Paine       |
| Hedwig Bleibtreu   | Anna's huisbazin |
| Alexis Chesnakov   | Brodsky          |
| Herbert Halbik     | Hansl            |

## Toerisme
Wenen houdt de herinnering aan de film levend. De rolprent wordt meerdere keren per week vertoond in een van de Weense filmtheaters, men kan een bezoek brengen aan de riolen van Wenen - waarin de achtervolgingsscène is opgenomen - en er is een museum aan de film gewijd.